# Осушение болот в Беларуси
Осушение болот в Беларуси — масштабная кампания по осушению белорусских торфяников и других видов болот, которая не теряла динамики с начала вплоть до конца XX века.

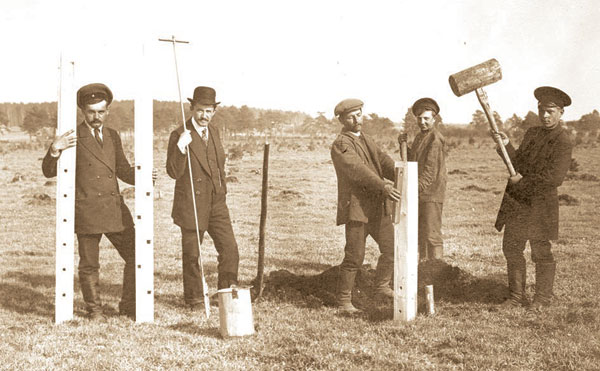
Работы по осушке болот в Минске. 1911 год

## История

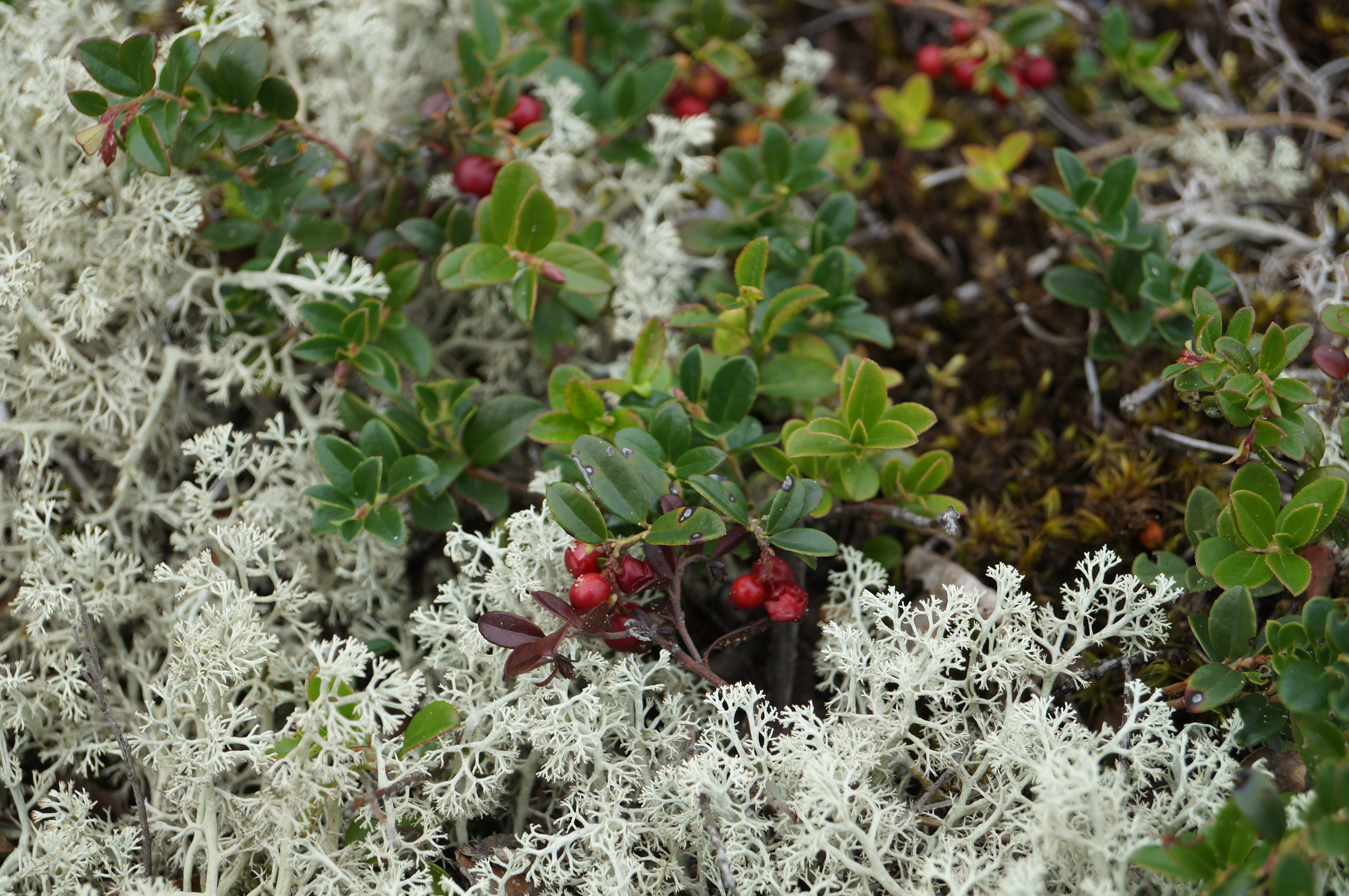
Клюква на болоте

В начале XX века торфяные болота занимали 14,2 % всей территории современной Беларуси. Торфяники были неотъемлемой частью быта белорусского сельского, мещянского и городского населения. На болотах происходила ловля рыбы, сбор пчелиного мёда, клюквы, лекарственных растений. Осока и тростник шли на корм крупному рогатому скоту.

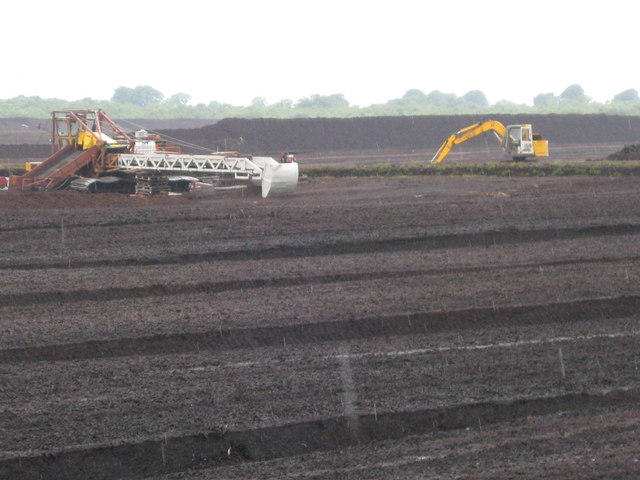
Добыча торфа

Необходимость в расширении земель для пашней и лесных земель, а также коммерческая заинтересованность к торфу в качестве топлива — стали главными толчками масштабной кампании по осушению белорусских торфяников, которая не теряла динамики с начала вплоть до конца XX века. Осушение болот привело к потере более 40 % водно-болотных угодий Беларуси. В результате добычи торфа и очень активного сельскохозяйственного освоения земель бывших болот появились большие площади нарушенных торфяников, дальнейшее экономическое использование которых стало невыгодным в силу различных причин.

## Последствия

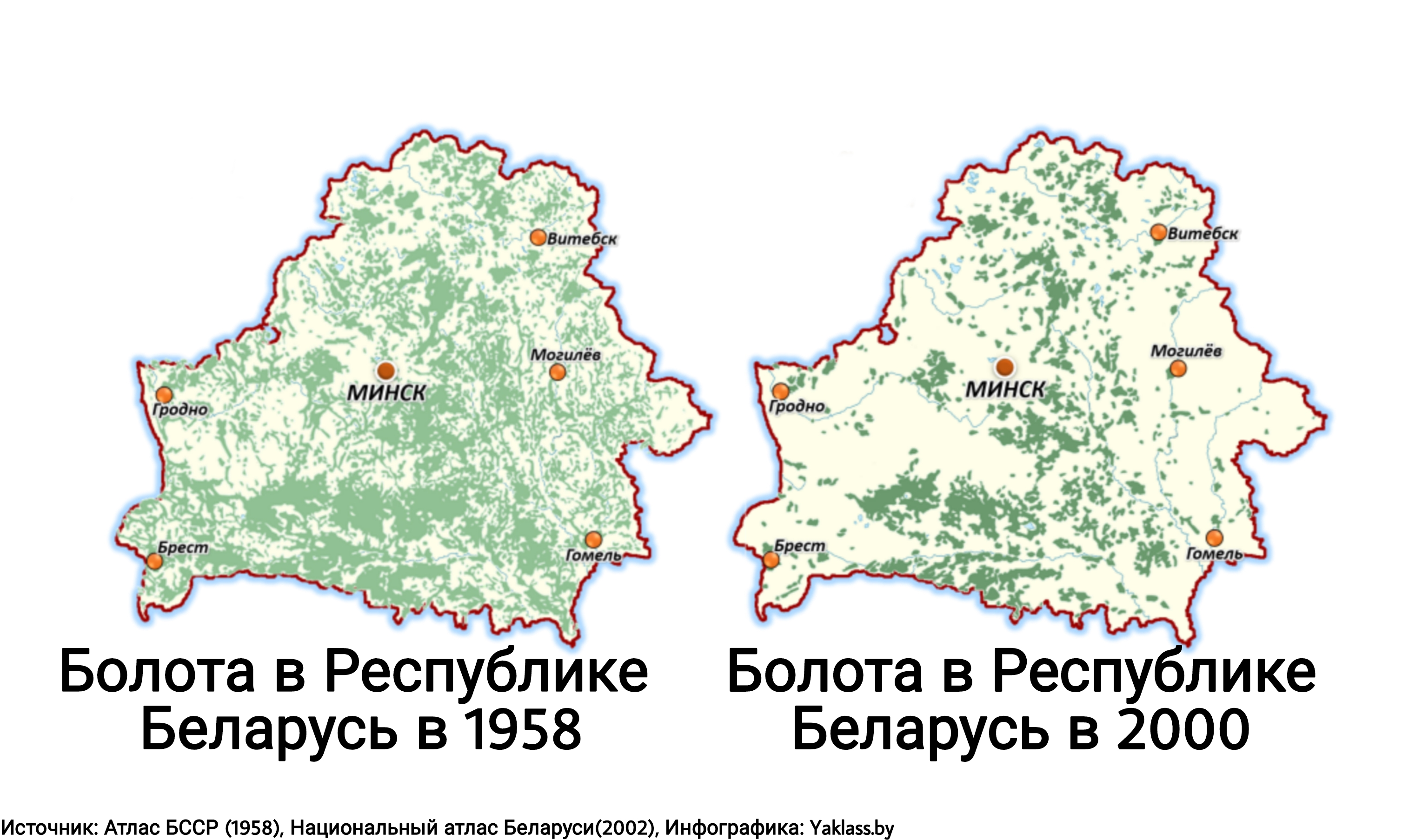
Болота Беларуси по годам

В нынешнее время, в Беларуси находится 2 390 000 га. торфяных болот, но только 4 % сохранились в естественном состоянии. Наличие и увеличение площади нарушенных торфяников наносит огромный ущерб окружающей среде, экологии, климату и экономике Беларуси. Осушенные болота часто горят. На их тушение затрачиваются огромные ресурсы. Эксперты[кто?] подсчитали, что стоимость тушения 1 га торфяника обходится в более чем 3000 тысяч долларов США. С учётом изменений климата и участившихся засушливых дней присутствие в стране около 500 тысяч га. переосушенных торфяников может привести к крупномасштабным пожарам с гигантскими последствиями для людей, экологии и животного мира. Нарушенные торфяники перестают поглощать углерод и активно выбрасывают накопленные за десятки веков запасы обратно в атмосферу. Нарушенные торфяники поставляют в атмосферу 5 % от всех выбросов углекислого газа.
С осушением болот на территории Беларуси произошли климатические изменения. Мягкие зимы стали более морозными, а без болотной влаги лето стало намного засушливее.

## Действия по восстановлению водно-болотных угодий

Болота у берега Припяти

Беларусь по Парижскому соглашению взяла на себя добровольные обязательства сократить выбросы парниковых газов не менее чем на 35 % к 2030 году. Проводятся масштабные работы по реабилитации болот и восстановлению торфяников.
В Беларусь принят закон «Об охране и использовании торфяников».

## Новый этап мелиорации
В ноябре 2022 года Александр Лукашенко назвал мелиорацию болот «самым важным», что стоит на повестке дня «в условиях военного времени» и добавил, что «вопрос, быть или не быть мелиорации в Беларуси, сегодня даже не обсуждается».